# Kolíni járás

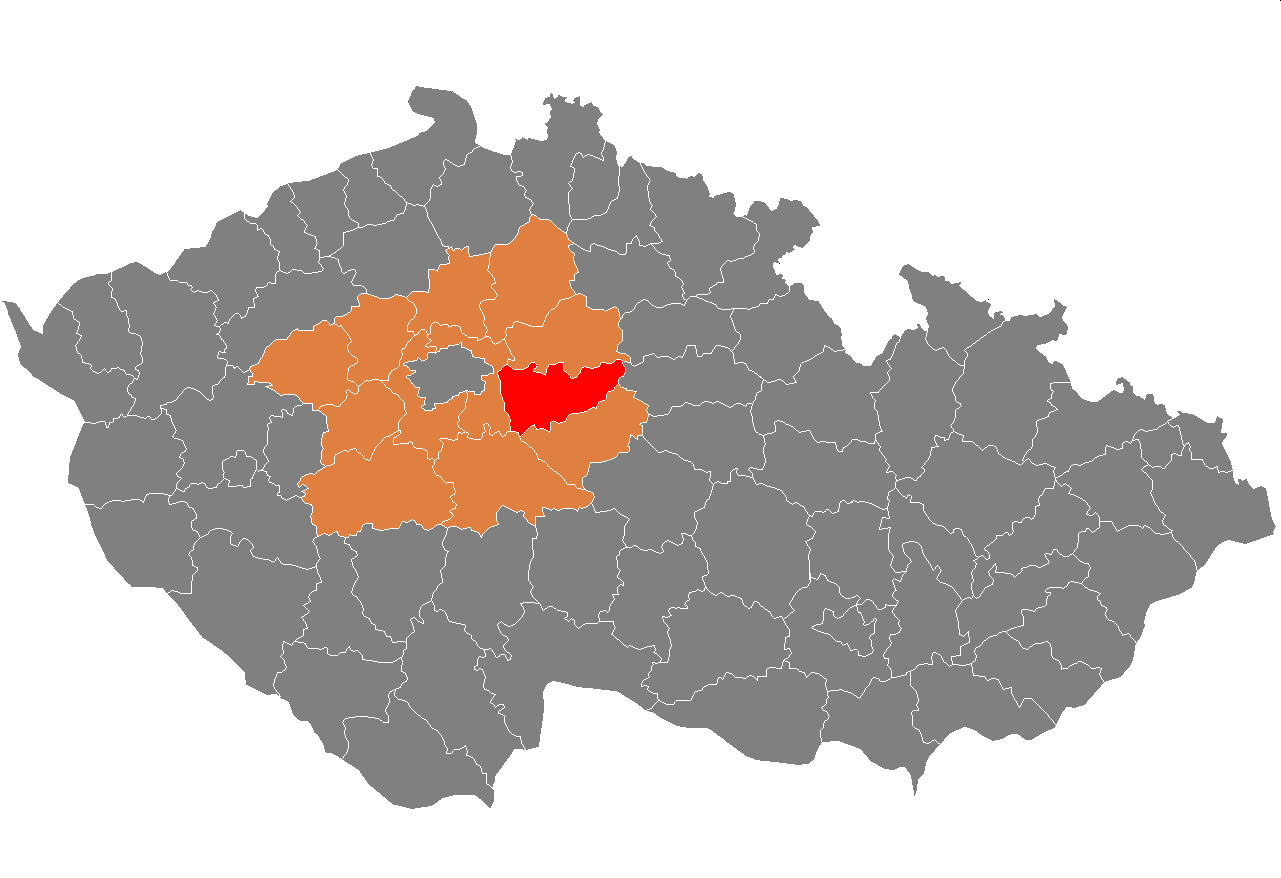
A Kolíni járás

Kolíni járás (csehül: Okres Kolín) közigazgatási egység Csehország Közép-csehországi kerületében. Székhelye Kolín. Lakosainak száma 90 552 fő (2007). Területe 743,57 km².

## Városai, mezővárosai és községei
A városok félkövér, a mezővárosok dőlt, a községek álló betűkkel szerepelnek a felsorolásban.
Barchovice •
Bečváry •
Bělušice •
Břežany I •
Břežany II •
Býchory •
Cerhenice •
Červené Pečky •
Český Brod •
Choťovice •
Chotutice •
Chrášťany •
Církvice •
Dobřichov •
Dolní Chvatliny •
Dománovice •
Doubravčice •
Drahobudice •
Grunta •
Horní Kruty •
Hradešín •
Jestřabí Lhota •
Kbel •
Klášterní Skalice •
Klučov •
Kolín •
Konárovice •
Kořenice •
Kouřim •
Krakovany •
Křečhoř •
Krupá •
Krychnov •
Kšely •
Libenice •
Libodřice •
Lipec •
Lošany •
Malotice •
Masojedy •
Mrzky •
Nebovidy •
Němčice •
Nová Ves I •
Ohaře •
Ovčáry •
Pašinka •
Pečky •
Plaňany •
Pňov-Předhradí •
Polepy •
Polní Chrčice •
Polní Voděrady •
Poříčany •
Přehvozdí •
Přišimasy •
Přistoupim •
Radim •
Radovesnice I •
Radovesnice II •
Ratboř •
Ratenice •
Rostoklaty •
Skvrňov •
Starý Kolín •
Svojšice •
Tatce •
Tismice •
Toušice •
Třebovle •
Tři Dvory •
Tuchoraz •
Tuklaty •
Týnec nad Labem •
Uhlířská Lhota •
Veletov •
Velim •
Velký Osek •
Veltruby •
Vitice •
Volárna •
Vrátkov •
Vrbčany •
Žabonosy •
Zalešany •
Zásmuky •
Ždánice •
Žehuň •
Žiželice

## Fordítás
- Ez a szócikk részben vagy egészben  a   Kolín District című angol Wikipédia-szócikk ezen változatának fordításán alapul.  Az eredeti cikk szerkesztőit annak laptörténete sorolja fel. Ez a jelzés csupán a megfogalmazás eredetét és a szerzői jogokat jelzi, nem szolgál a cikkben szereplő információk forrásmegjelöléseként.
- Ez a szócikk részben vagy egészben  az   Okres Kolín című cseh Wikipédia-szócikk ezen változatának fordításán alapul.  Az eredeti cikk szerkesztőit annak laptörténete sorolja fel. Ez a jelzés csupán a megfogalmazás eredetét és a szerzői jogokat jelzi, nem szolgál a cikkben szereplő információk forrásmegjelöléseként.